# VHS

Logo-ul VHS

O casetă VHS

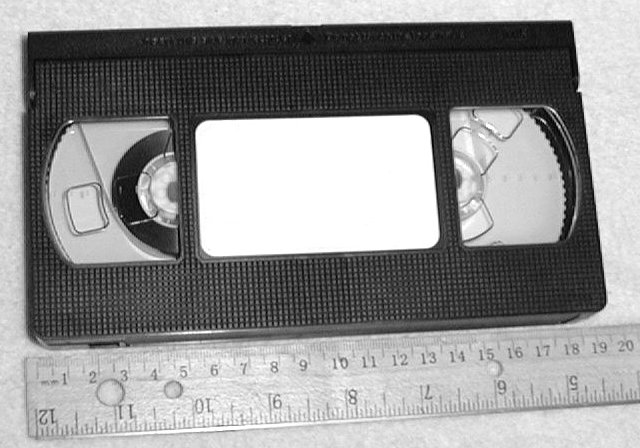
Mărimea unei casete VHS.

VHS (din limba engleză The Video Home System, adică Sistemul video de acasă) este un standard de înregistrare video analogic pe bandă magnetică de jumătate de inch (12,7 mm), pentru publicul larg, dezvoltat de compania japoneză JVC și lansat în 1976. Prima comercializare pentru utilizatori a avut loc pe 1 octombrie 1977. Primele produse de acest fel au debutat pe piață în 1976 în Japonia, iar în SUA un an mai târziu.